# Зерносушилка

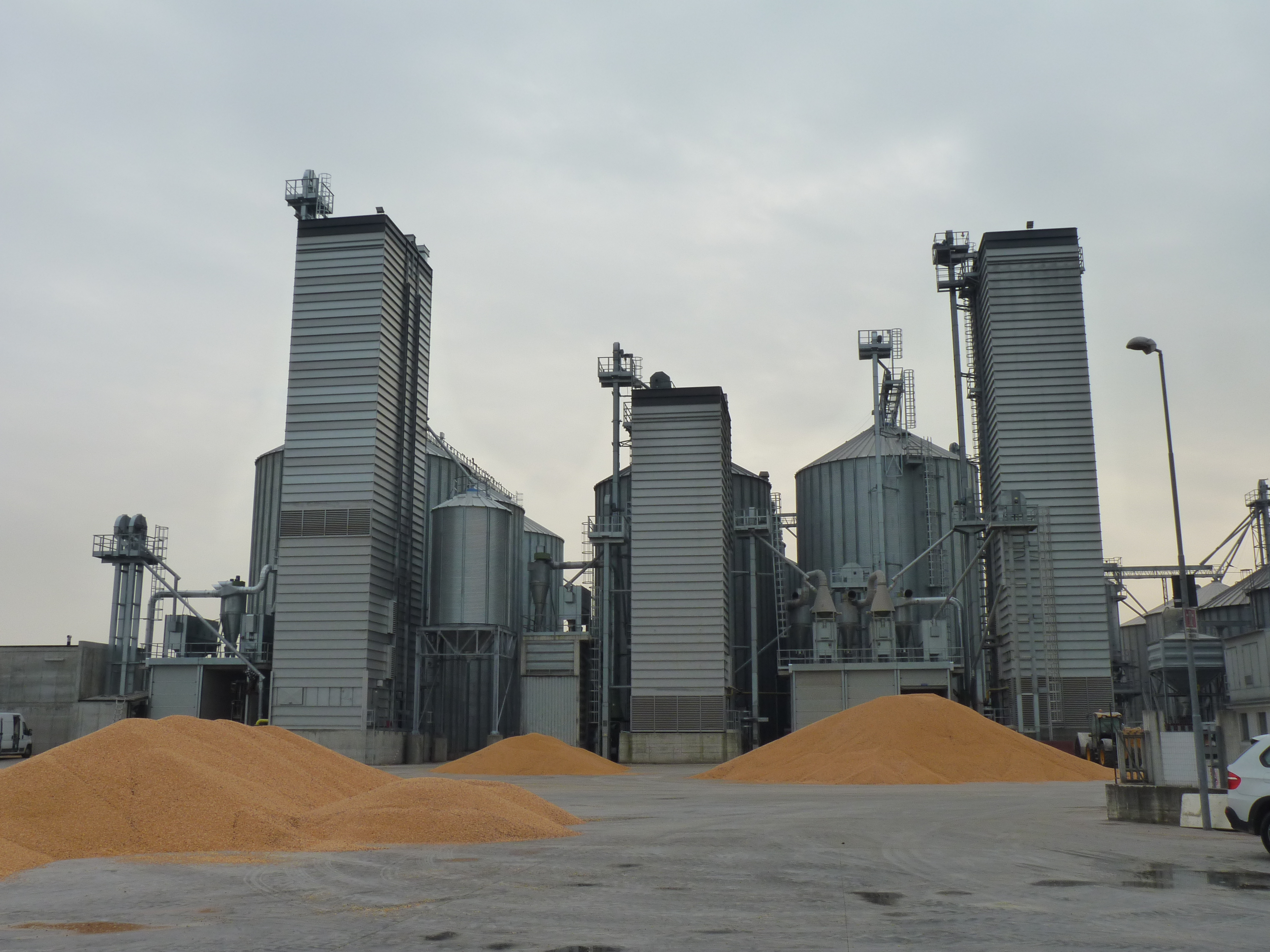
Комплекс стационарных зерносушилок

Зерносушилка — оборудование для сушки семян зерновых, масличных, зернобобовых и других сельскохозяйственных культур.

## Описание
Зерносушилка представляет собой устройство для удаления из зерна лишней влаги. Снижение влажности до определённых для каждой культуры значений важно для закладывания урожая на длительное хранение. Во влажном зерне могут возникнуть очаги самосогревания. При правильно подобранном режиме сушки происходит физиологическое дозревание зерна и улучшение его качества.
Одной из важнейших задач, обеспечивающих продовольственную безопасность страны, является увеличение производства зерна за счет сокращения производственных потерь зернового подкомплекса АПК, улучшения качества послеуборочной обработки. Особое значение имеет технология сушки, которая в природно-климатических зонах с повышенным увлажнением является наиболее проблемным звеном в послеуборочной обработке зерна.

## Классификация

### По направлению движения зерна и воздуха
- поперечного потока – зерно продувается перпендикулярным потоком воздуха,
- смешанного потока – воздух распространяется в зерновой массе в различных направлениях,

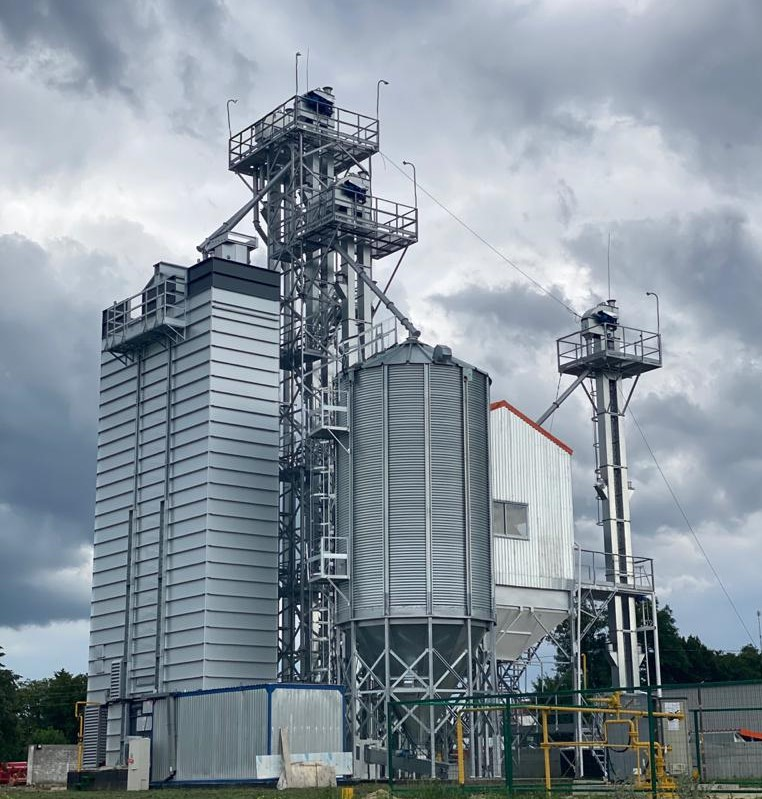
Шахтная зерносушилка производительностью 30 т/ч

- Шахтная зерносушилка производительностью 30 т/чодностороннего потока – потоки воздуха и зерна параллельны,
- противотока – воздух движется в сторону, противоположную движению зерна.

Наиболее распространёнными являются зерносушилки смешанного потока и поперечного потока.

### По принципу сушки
- Поточные – процессы загрузки, сушки, охлаждения, выгрузки происходят непрерывно.

- Циклические – загрузка новой партии зерна возможна после завершения полного цикла сушки предыдущей.

### По конструкции

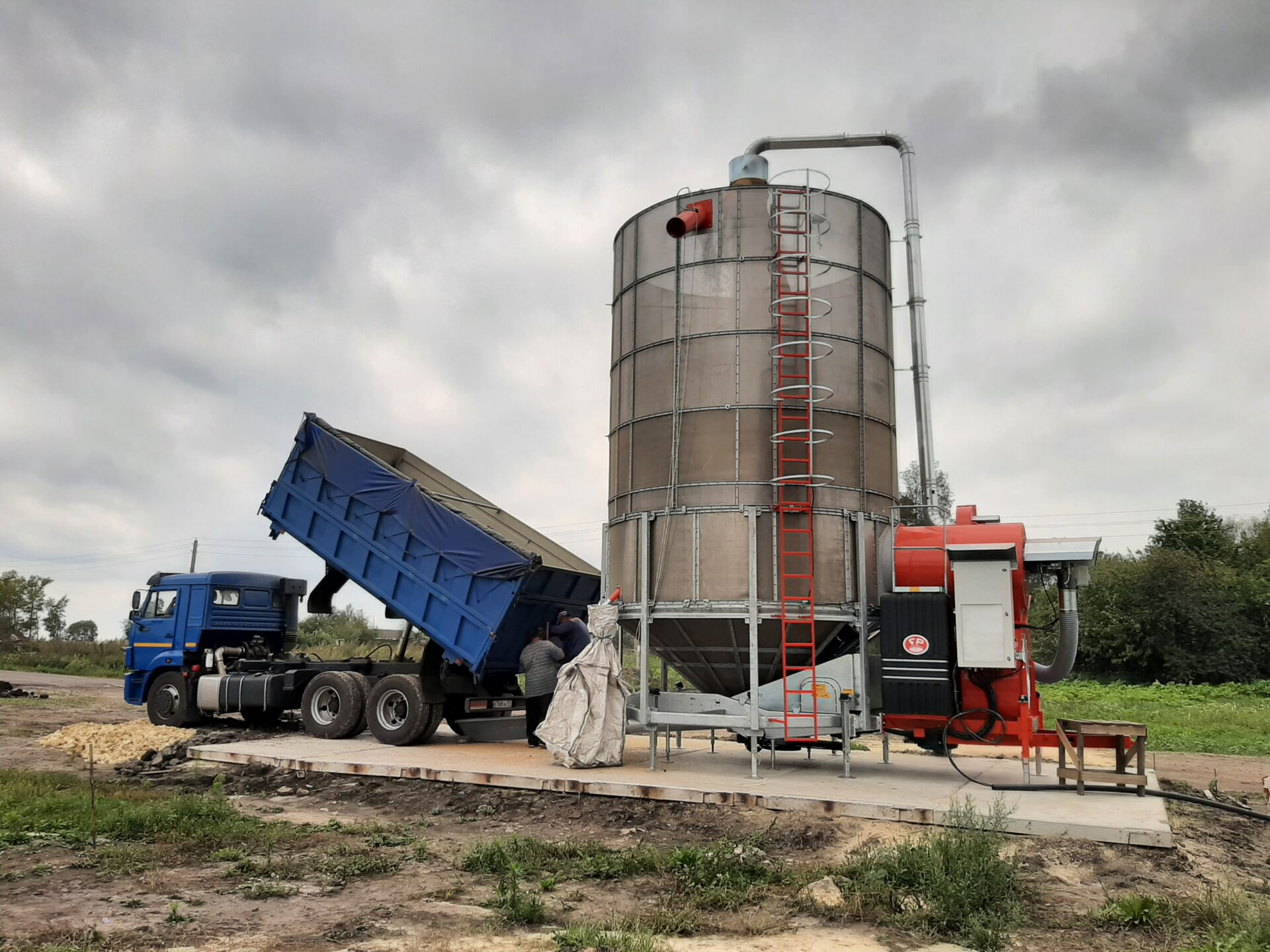
Мобильная зерносушилка производительностью 400 т/сутки

- вертикальные,
- горизонтальные.

### По мобильности
- стационарные,
- передвижные.

## Типы зерносушилок

### Барабанные зерносушилки
В барабанных зерносушилках зерно проходит внутри барабана с винтовыми направляющими. Воздух греется от топки и проходит вдоль оси барабана, просушивая зерно. Процент повреждения зерна из-за большого количества вращающихся элементов велик.

### Карусельные зерносушилки
Одна из первых конструкций зерновых сушилок. Карусельные сушилки сушат зерно в горизонтальном слое. Слой зерна насыпается в дискообразный бункер, дно которого прогревается. Нижние слои зерна постепенно убираются, а сверху постоянно поступает влажное зерно.
Зерносушилки карусельного и барабанного типов практически не используются в современных хозяйствах. Эти конструкции были популярны в советское время, сейчас такие зерносушилки практически не выпускаются, а устаревшие модели имеют низкую производительность и высокий процент брака.

### Шахтные зерносушилки
Шахтные зерносушилки – самый распространённый тип сушилок на элеваторах. Они обладают высокой производительностью и подходят для просушивания больших объёмов зерна.

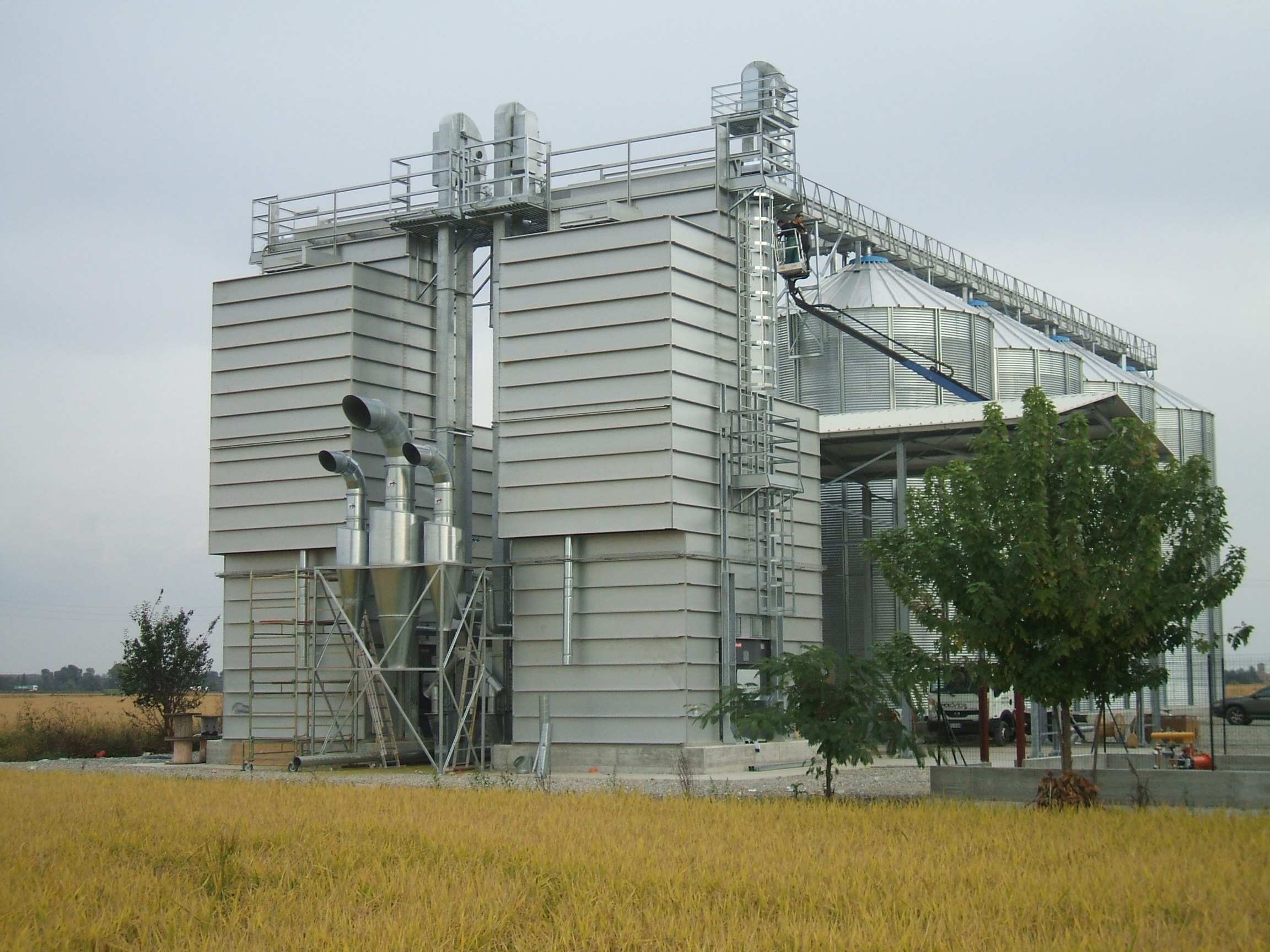
Шахтные циклические зерносушилки

Организованы по принципу смешанного потока. Воздух распространяется через множество воздуховодов, расположенных в зерновой колонне в шахматном порядке.
Недостатками такой конструкции являются высокий процент повреждения зерна при падении и ударах, а также частые возгорания. Попавшая в бункер солома или шелуха может загореться.

### Колонковые (модульные) зерносушилки
Конструкция основана на принципе поперечного потока. В верхней части зерно горизонтально распределяется и делится на несколько колонн. В каждой колонне зерно движется слоем между перфорированными стенками и продувается перпендикулярно направленными потоками горячего и холодного воздуха.
Из-за трения и забивания решёт модульная конструкция имеет довольно высокий процент повреждения зерна и возгораний. Шахтные и модульные зерносушилки используются, в основном, для сушки зерновых культур.

### Конвейерные зерносушилки
Конвейерные зерносушилки стали популярны во второй половине XX века в Великобритании. Зерно в них сушится в горизонтальном слое. Материал перемещается транспортёром по вентилируемому ложу и просушивается нагретым воздухом. Сушка происходит в кипящем псевдоожиженном слое. Зерносушилки конвейерного типа наиболее универсальны и подходят для сушки масличных, мелкосеменных культур и других продуктов.
Из-за отсутствия трения и падений зерна процент повреждения продукта в таких конструкциях незначителен. Устройство конвейерных зерносушилок позволяет контролировать процесс сушки на всех этапах, поэтому вероятность возгорания даже неочищенного зерна в них исключена.

### Мобильные зерносушилки
В отличие от остальных типов зерносушилок, которые чаще всего устанавливаются стационарно, мобильные зерносушилки представляют собой передвижную конструкцию. Для обеспечения мобильности они компактны и имеют невысокую производительность. Передвижные сушилки могут работать от вала отбора мощности трактора, что позволяет использовать их для сушки урожая прямо в поле. Чаще всего мобильная зерносушилка представляет собой цилиндрический бункер с перфорированными стенками и проходящим вдоль центральной оси воздуховодом.

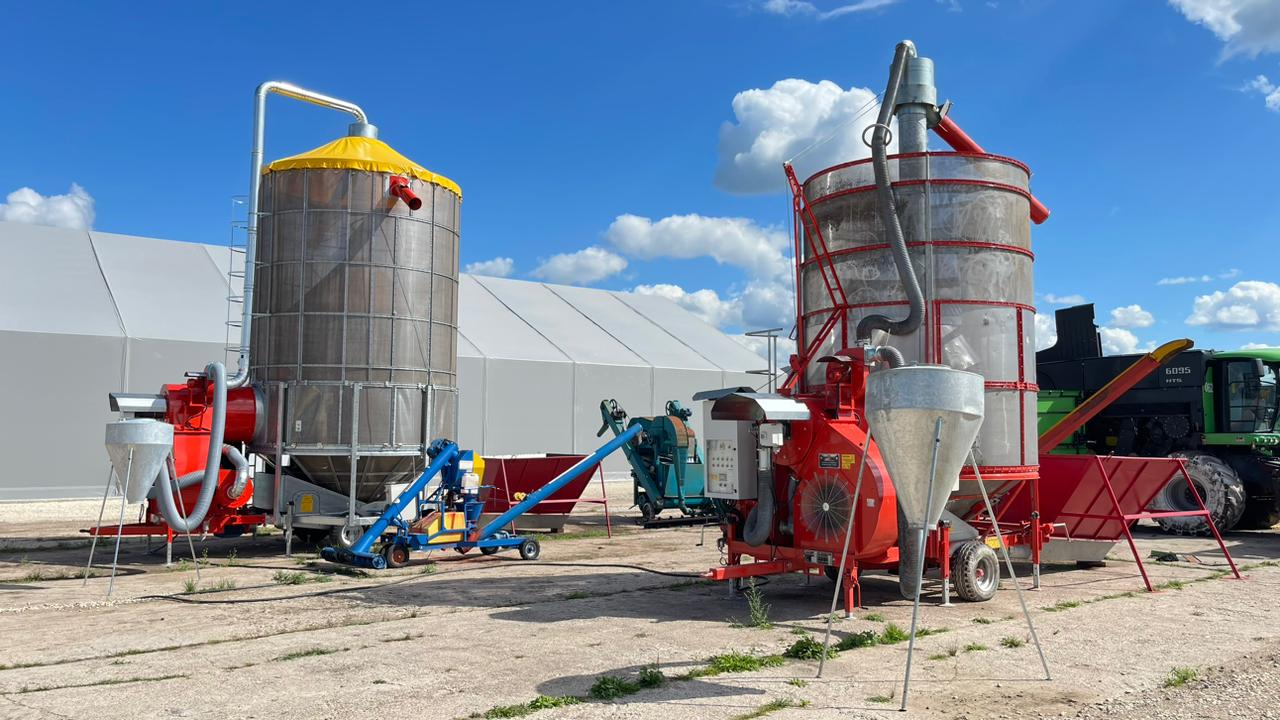
Мобильная зерносушилка